# Madamenweg

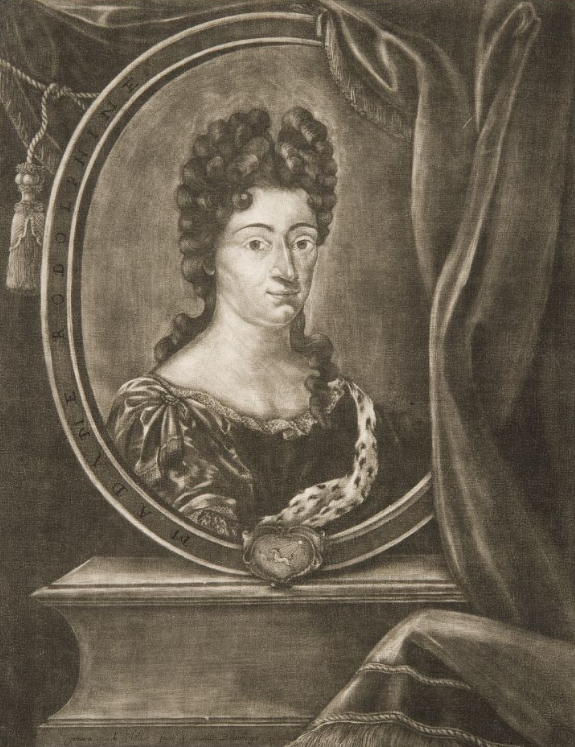
„Madame Rudolfine“, 1686

Der Madamenweg ist eine etwa vier Kilometer lange Straße im Westlichen Ringgebiet der Stadt Braunschweig. Er erhielt seine heutige Bezeichnung erst im späten 17. Jahrhundert. Die Umbenennung erfolgte zunächst durch die örtliche Bevölkerung, die damit scherzhaft zum Ausdruck brachte, dass der damalige braunschweigische Herzog Rudolf August 1681, im Alter von 54 Jahren in zweiter Ehe die gerade erst 18-jährige bürgerliche Rosine Elisabeth Menthe, ehemalige Zofe seiner verstorbenen ersten Frau Christiane Elisabeth von Barby, heiratete. „Madame Rudolfine“, wie sie genannt wurde, nahm oft diesen Weg, um zum Schloss zu fahren, welches sie von ihrem welfischen Gemahl als Sommersitz zum Geschenk erhalten hatte. Oder sie kehrte von diesem in die braunschweigische Residenz, dem Grauen Hof, zurück.
Daher wurde die Straße im Volksmund bald „Damenweg“ oder „Madamenweg“ genannt. Offiziell wurde die Bezeichnung „Madamenweg“ erst 1860 in das Braunschweiger Adressbuch aufgenommen.

## Geschichte
Ursprünglich handelte es sich um eine Verbindung zwischen dem Hohen Tor und der alten Heer- und Handelsstraße, die seit dem Mittelalter Magdeburg, 85 km östlich von Braunschweig, mit dem 45 km westlich gelegenen Hildesheim verband. Die Benennung „Madamenweg“ taucht erst um 1695 auf. Bis zu diesem Zeitpunkt war es ein befestigter „Herrschaftlicher Weg“, der zwischen dem Schloss Vechelde bei Klein Gleidingen und dem Hohen Tor in Braunschweig verlief. Stadtauswärts, direkt nach der Okerbrücke Am Hohen Tor, hieß die Straße „Steinweg“, da hier die Steine für die ersten Kirchen und Steinbauten der Stadt aus dem Steinbruch auf dem Lindenberg bei Steterburg herantransportiert wurden.

## Bauwerke
Nach 1860 wurde der Madamenweg chaussiert. Eines der ersten Gebäude, das errichtet wurde, war das Fachwerkhaus Madamenweg 163, in dem sich ein Handwerksbetrieb befand. Bis um 1870 war die Straße jedoch noch weitgehend ohne weitere Bebauung. Erst in den Folgejahren siedelten sich weitere Handwerker an. Im Haus Madamenweg 6a (früher 4) wohnte bis zu seinem 17. Lebensjahr der in Braunschweig geborene, spätere Schauspieler Gustav Knuth. Die Verbindung zwischen Madamenweg und Gebhard-von-Bortfelde-Weg wurde in Gustav-Knuth-Weg umbenannt. Nach 1889 folgte auf Grundlage des Ortsbebauungsplans von Stadtbaurat Ludwig Winter eine städtebauliche Bereinigung des Areals stadtauswärts vor dem Hohen Tor, indem als erstes Backsteingebäude eine noch heute vorhandene Polizeistation erbaut wurde.
Aufgrund der Zerstörungen durch die Bombenangriffe während des Zweiten Weltkrieges ist die heutige Bebauung uneinheitlich. Fachwerkhäuser aus dem 19. Jahrhundert wechseln sich mit Backsteingebäuden aus dem 20. und Neubauten aus der Nachkriegszeit ab. Auffälligstes und größtes Gebäude ist heute ein 1941/42 für 1.500 Personen erbauter Luftschutzbunker auf dem Grundstück Madamenweg 130. Es handelt sich dabei um den größten in Braunschweig erbauten Bunker. Das Gebäude ist 48,90 m lang und 21,40 m breit, die ursprüngliche Höhe von 13,00 m hatte es bis zum Umbau 2012/13. Der Bunker diente nach Kriegsende bis zu seiner Schließung 1974 als Not- und Übergangsquartier für Ausgebombte, Obdachlose und Flüchtlinge. Im Herbst 2013 wurde der Umbau zum reinen Wohnhaus fertiggestellt.

## Impressionen

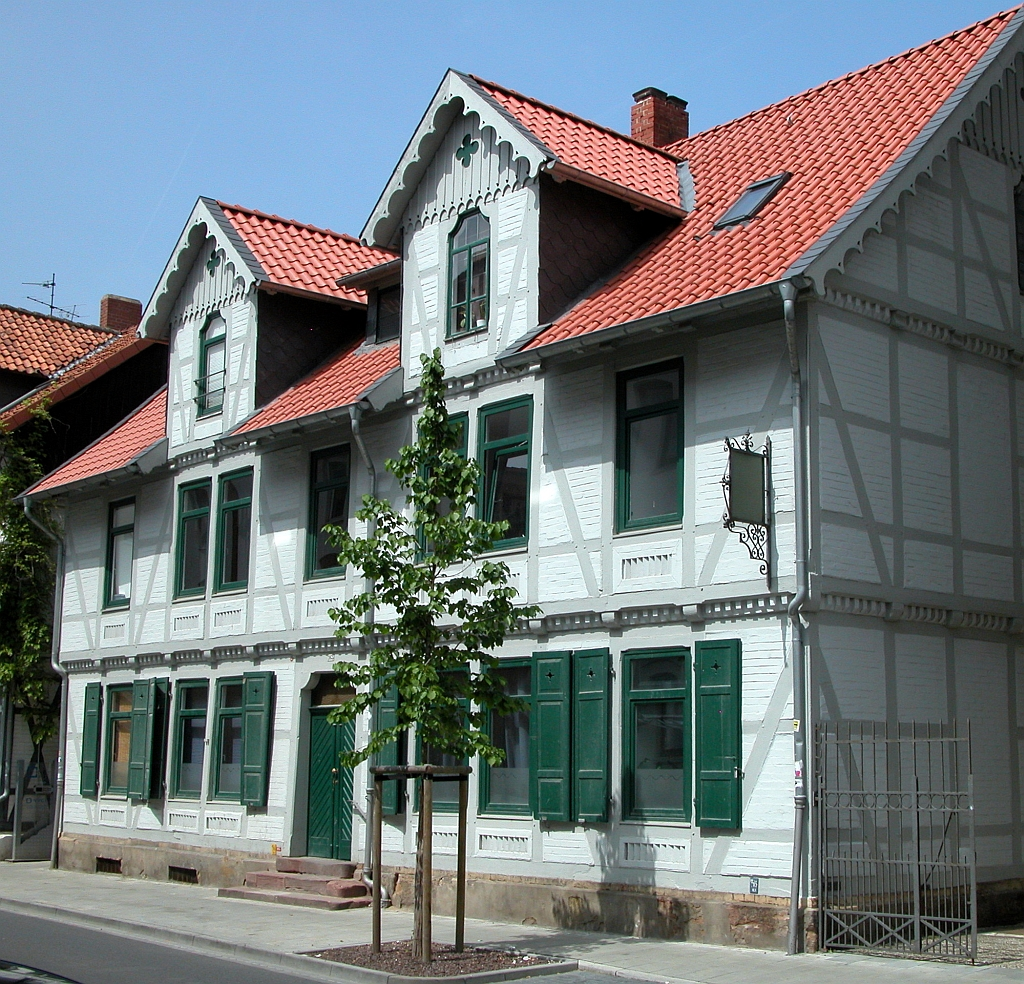
Madamenweg 163, eines der ältesten Gebäude der Straße. Erbaut 1867.
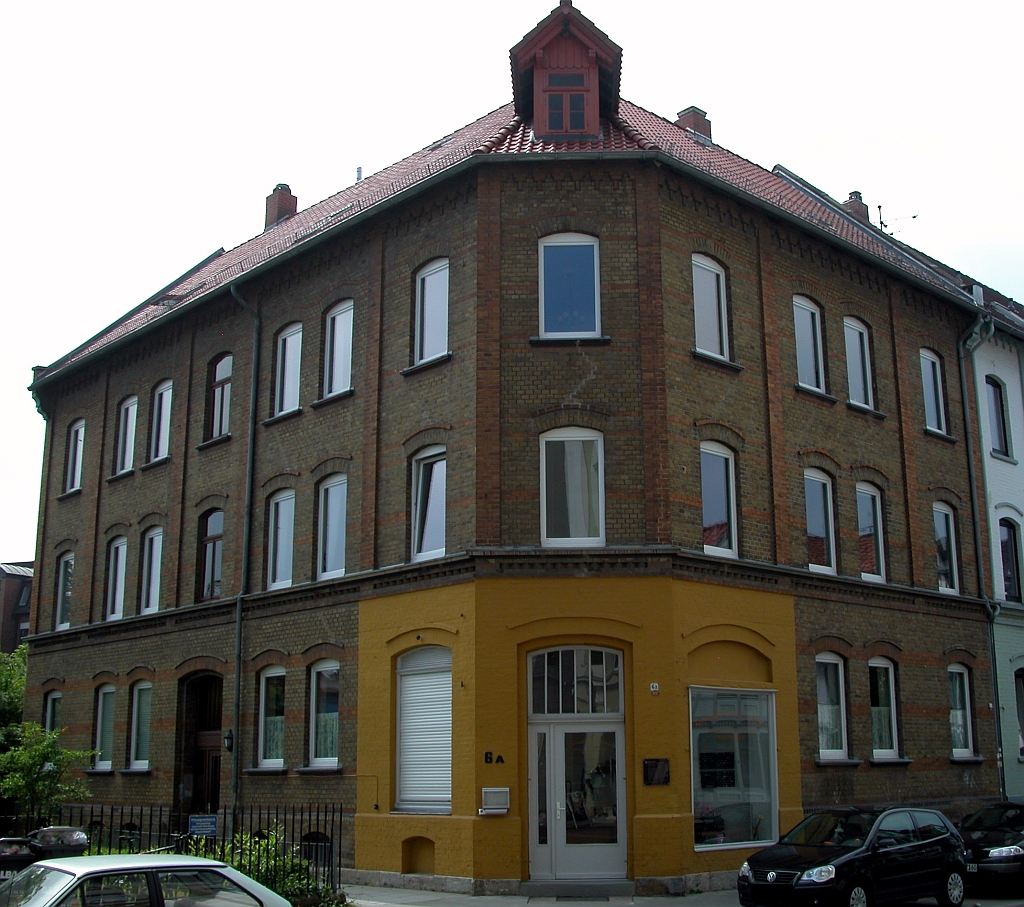
Madamenweg 6a (früher 4), hier wohnte Gustav Knuth bis zu seinem 17. Lebensjahr.
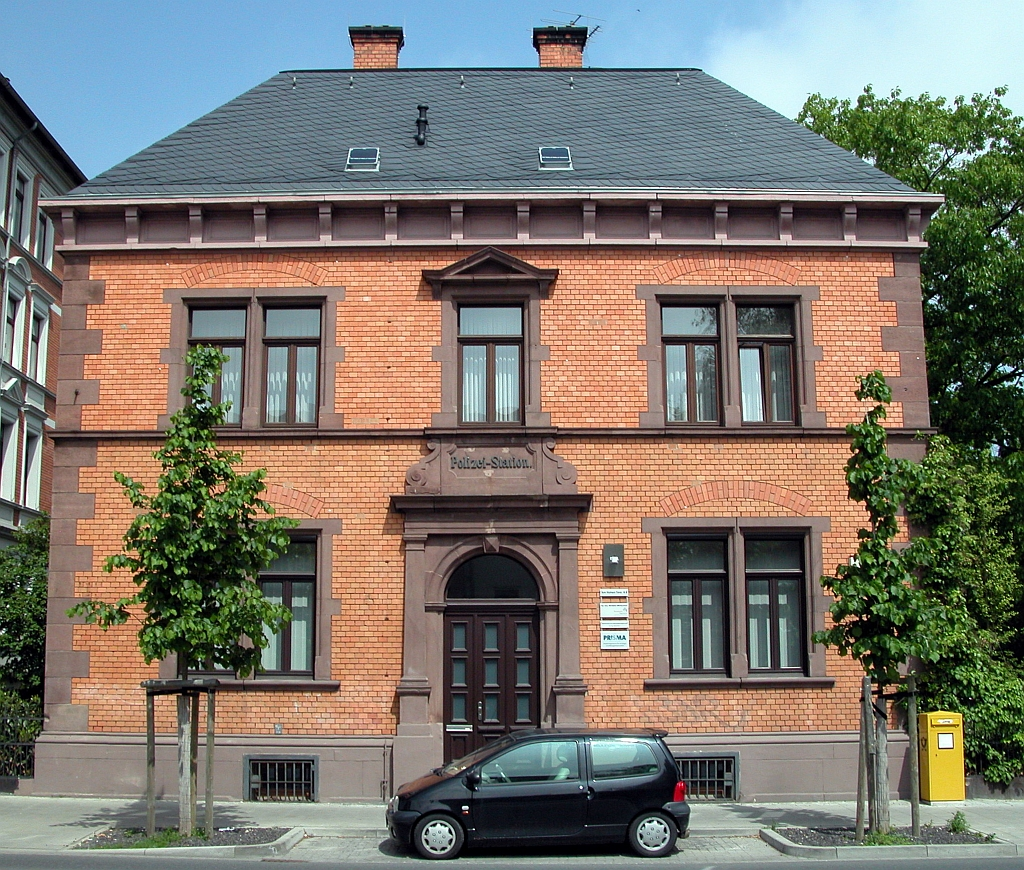
Polizeiwache der Polizeidirektion Braunschweig, erbaut um 1890
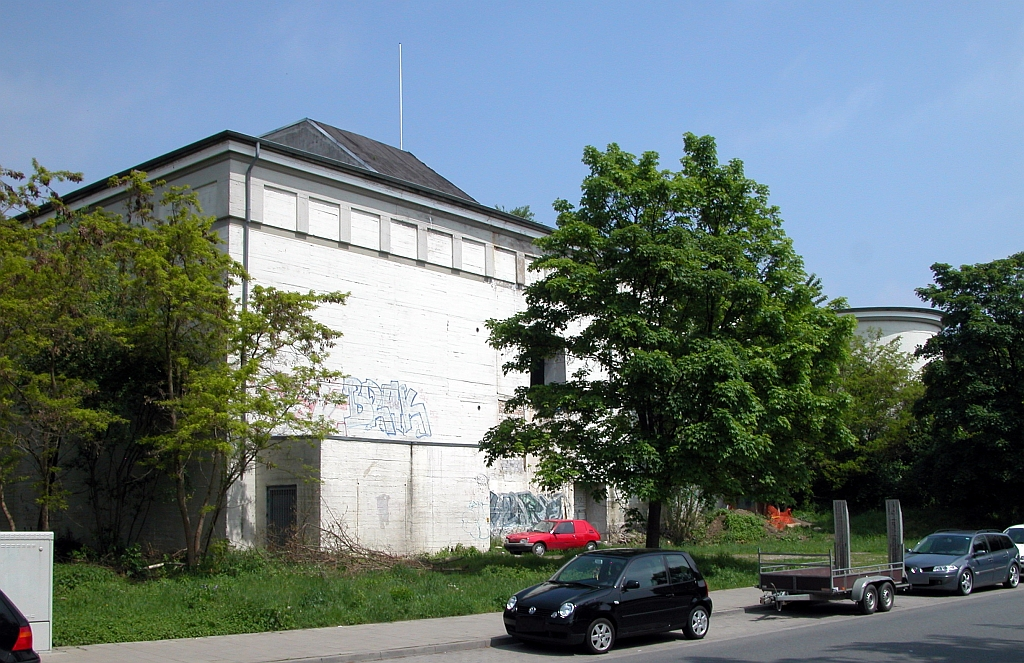
Der größte in Braunschweig gebaute Bunker befindet sich am Madamenweg.